# Tridax procumbens

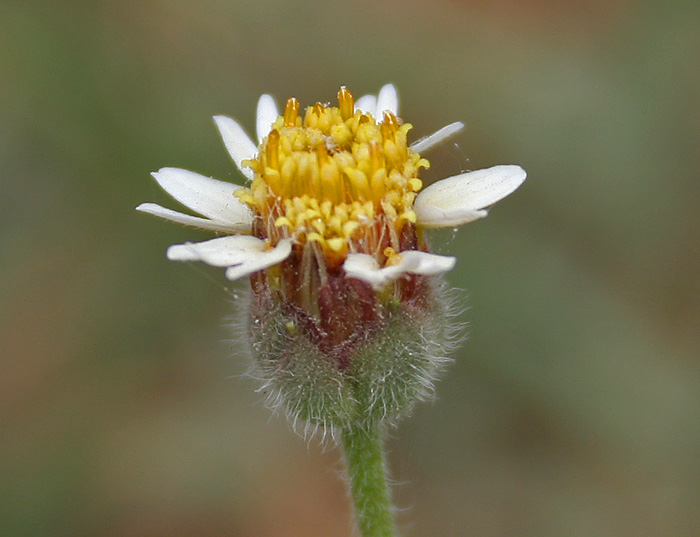
Flores en Hyderabad, India.

Tridax procumbens es una planta medicinal perteneciente a la familia de las asteráceas Conocida también en Guatemala como: bakenbox, cadillo, chisaaca, curagusano, hierba de San Juan, romerillo, San Juan del monte.

## Descripción

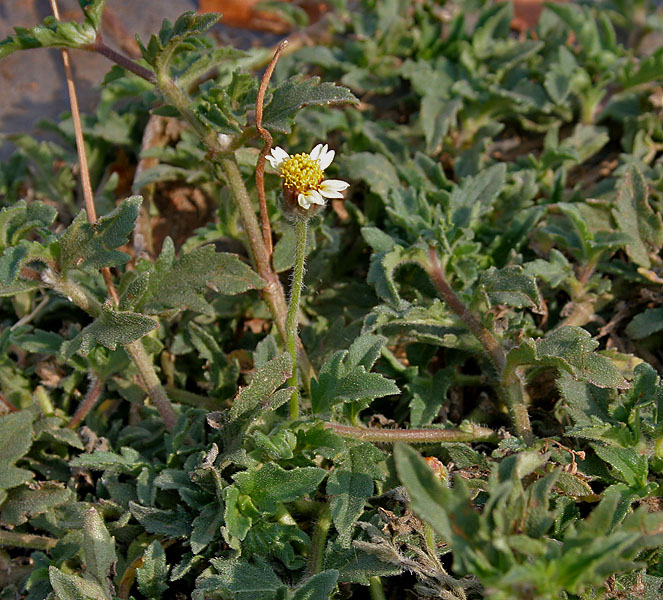

La planta tiene discos de flores de color blanco o amarillo con flores liguladas de tres dientes. Las hojas son dentadas y en general en forma de punta de flecha. Su fruto es un duro aquenio cubierto de pelos y con unas plumas.
La planta es invasiva, en parte, debido a que produce muchos aquenios, hasta 1500 por planta, y cada uno puede desplazarse por el viento por sus vilanos y desplazarse a cierta distancia.

## Distribución y hábitat
Esta planta se puede encontrar en los campos, praderas, tierras de cultivo, áreas perturbadas, jardines, bordes de caminos y en zonas con climas tropicales o subtropicales.

## Propiedades
La planta fresca o seca, en infusión o decocción es usada por vía oral para tratar alergia, anemia, afecciones gastrointestinales (diarrea, disentería, dolor de estómago, estreñimiento, flatulencia, parásitos intestinales) y respiratorias (bronquitis, catarros, fiebre), dolor de cabeza, diabetes, enfermedades hepáticas, inflamaciones, hipertensión, y trastornos menstruales.
El emplasto de las hojas se aplica tópicamente para aliviar inflamaciones. El jugo de las hojas se usa para detener hemorragias y lavar cortadas, raspones y heridas. La decocción se usa en lavado para tratar casos de vaginitis.
Se le atribuye propiedad antiséptica, cicatrizal, colagoga, depurativa, desinflamante, emenagoga, febrífuga, hepatoprotectora, hipoglicémica, insecticida, vermicida, refrescante y refrigerante.

## Taxonomía
Tridax procumbens fue descrita por Carlos Linneo y publicado en Species Plantarum 2: 900. 1753.
Sinonimia
- Amellus pedunculatus Ortega ex Willd.
- Balbisia canescens Rich.
- Balbisia divaricata Cass.
- Balbisia elongata Willd.
- Balbisia pedunculata Ortega ex Hoffmanns.
- Chrysanthemum procumbens (L.) Sessé & Moc.
- Tridax procumbens var. canescens (Rich. ex Pers.) DC.
- Tridax procumbens var. ovatifolia B.L.Rob. ex B.L.Rob. & Greenm.[17]